# Hohenbergen
Hohenbergen  is een dorp in de Duitse gemeente Schlotheim in het Unstrut-Hainich-Kreis in Thüringen. Het dorp wordt voor het eerst genoemd in een oorkonde uit 1170. Hohenbergen werd in 1993 toegevoegd aan Schlotheim.